# Linia kolejowa nr 216
Linia kolejowa nr 216 – pierwszorzędna, jednotorowa, zelektryfikowana linia kolejowa łącząca stację Działdowo ze stacją Olsztyn Główny.

## Historia
Podczas posiedzenia Sejmiku Powiatowego w Olsztynie 3 grudnia 1883 landrat Kleemann zgłosił w imieniu mieszkańców powiatu potrzebę budowy linii kolejowej biegnącej z Olsztyna przez Olsztynek, Nidzicę do Działdowa lub Iłowa (stacji granicznej z Królestwem Polskim). Zezwolenie na przeprowadzenie studiów budowy takiej linii Królewska Dyrekcja Kolejowa w Bydgoszczy (Königliche Eisenbahndirektion zu Bromberg) otrzymała w październiku 1884 z rąk Ministra Robót Publicznych (Ministeriums der öffentlichen Arbeiten) Alberta von Maybacha. O wyborze jako stacji docelowej Działdowa lub Iłowa miały zadecydować koszty wykupu gruntów pod budowę linii. Odpowiednie studia miał wykonać Królewski Zakład Kolejowy w Królewcu (Königliches Eisenbahnbetriebsamt zu Königsberg in Preußen).
Budowę rozpoczęto w 1885. W Nidzicy oraz Olsztynku założono oddziały budowy linii (Abteilung Neidenburg oraz Abteilung Hohenstein), pośredniczące w prowadzeniu korespondencji z właścicielami gruntów, landraturami i KDK w Bydgoszczy. 
15 listopada 1887 roku linie kolejową otwarto na odcinku Olsztyn - Olsztynek, a 1 października 1888 roku na odcinku Olsztynek - Działdowo. 21 listopada 1986 roku linię kolejową zelektryfikowano.
18 września 2017 PKP PLK podpisały z Torpolem umowę na modernizację linii wraz z dobudową 2 nowych przystanków: Olsztyn Dajtki i Olsztyn Śródmieście. 22 stycznia 2018 ze względu na modernizację wprowadzono autobusową komunikację zastępczą na odcinku Olsztyn – Olsztynek. W grudniu 2019 roku otwarto dla ruchu odcinek Działdowo - Olsztynek oraz uruchomiono posterunek odgałęźny Olsztyn Kortowo sterowany zdalnie z nastawni dysponującej OlA stacji Olsztyn Główny. Ze względu na brak zakończenia wszystkich prac pociągi jeździły dłużej niż przed modernizacją. W marcu 2020 roku uruchomiono zlikwidowaną na początku 2000 roku mijankę w Waplewie, której sterowanie odbywa się z nastawni w Olsztynku; przeniesiono także sterowanie stacją Gągławki do Olsztynka.